# Marly-sur-Arroux
Pour les articles homonymes, voir Marly.
Marly-sur-Arroux est une commune française située dans le département de Saône-et-Loire, en région Bourgogne-Franche-Comté.

## Géographie

### Localisation
La commune est à 5,2 km de Chassy, 6,8 de Saint-Romain-sous-Versigny et 22,5 de Montceau-les-Mines.
Le territoire de la commune est limitrophe de ceux de sept communes :
| Vendenesse-sur-Arroux | Toulon-sur-Arroux | Saint-Romain-sous-Versigny |
| Gueugnon              | Marly-sur-Arroux  | Perrecy-les-Forges         |
| Chassy                |                   | Oudry                      |

### Géologie et relief
- Bois de Beaumont, Zone naturelle d'intérêt écologique, faunistique et floristique (ZNIEFF Continentale de type 1)[2].
- Bois proches : de la Vella, de Chazey, de Chazé, du Riollot.
- Forêt de Martenet.

### Hydrographie
- Ruisseau des Bruyères[3],[4].
- Ruisseau des Gaudoirs.
- L'Arroux, dont les sources de l’Arroux sont situées en Côte‐d’Or, au nord‐ouest d’Arnay‐le‐Duc, passe à 5 kilomètres du bourg[5].

### Climat
Pour des articles plus généraux, voir Climat de la Bourgogne-Franche-Comté et Climat de Saône-et-Loire.
En 2010, le climat de la commune est de type climat océanique dégradé des plaines du Centre et du Nord, selon une étude du Centre national de la recherche scientifique s'appuyant sur une série de données couvrant la période 1971-2000. En 2020, Météo-France publie une typologie des climats de la France métropolitaine dans laquelle la commune est exposée à un climat océanique altéré et est dans la région climatique Centre et contreforts nord du Massif Central, caractérisée par un air sec en été et un bon ensoleillement.
Pour la période 1971-2000, la température annuelle moyenne est de 10,4 °C, avec une amplitude thermique annuelle de 16,6 °C. Le cumul annuel moyen de précipitations est de 930 mm, avec 12,7 jours de précipitations en janvier et 7,7 jours en juillet. Pour la période 1991-2020, la température moyenne annuelle observée sur la station météorologique de Météo-France la plus proche, « Cressy », sur la commune de Cressy-sur-Somme à 22 km à vol d'oiseau, est de 12,0 °C et le cumul annuel moyen de précipitations est de 915,9 mm. 
La température maximale relevée sur cette station est de 41,1 °C, atteinte le 24 juillet 2019 ; la température minimale est de −22 °C, atteinte le 16 janvier 1985,,.
Les paramètres climatiques de la commune ont été estimés pour le milieu du siècle (2041-2070) selon différents scénarios d'émission de gaz à effet de serre à partir des nouvelles projections climatiques de référence DRIAS-2020. Ils sont consultables sur un site dédié publié par Météo-France en novembre 2022.

## Urbanisme

### Typologie
Au 1er janvier 2024, Marly-sur-Arroux est catégorisée commune rurale à habitat très dispersé, selon la nouvelle grille communale de densité à sept niveaux définie par l'Insee en 2022.
Elle est située hors unité urbaine. Par ailleurs la commune fait partie de l'aire d'attraction de Gueugnon, dont elle est une commune de la couronne,. Cette aire, qui regroupe 12 communes, est catégorisée dans les aires de moins de 50 000 habitants,.

### Voies de communications et transports

#### Voies routières
- Route européenne 62.
- Route Centre-Europe Atlantique.
- D 226 vers Chassy[17].
- D 60 > N 70 vers Montceau-les-Mines.
- D 226 > D 994 vers Toulon-sur-Arroux.

#### Transports en commun
- Réseau interurbain de la Bourgogne-Franche-Comté, réseau MOBIGO en Saône-et-Loire[18].

#### Ports
- Port de Roanne, port de plaisance[19]

##### SNCF

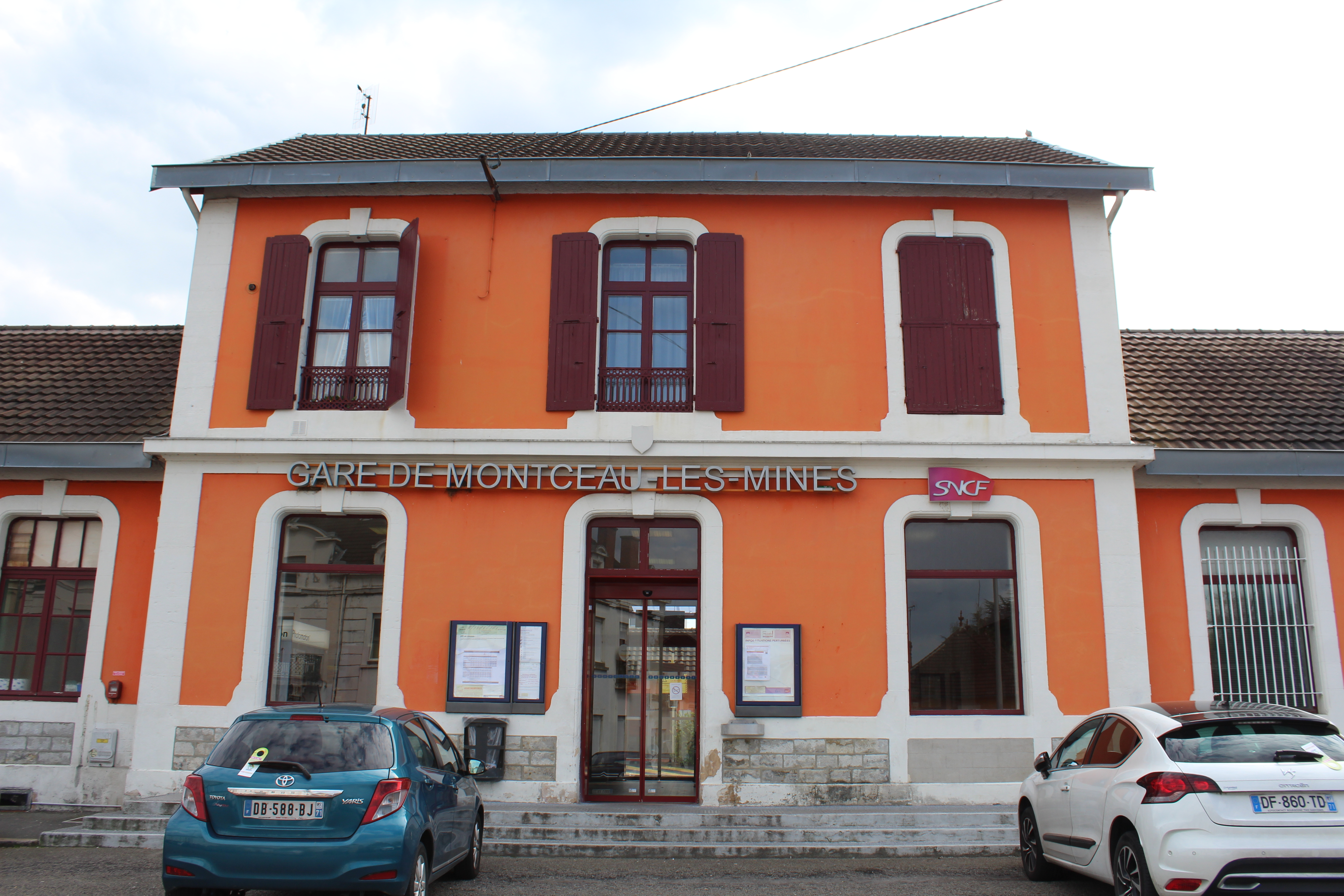
Gare de Montceau-les-Mines.

- Gare de Génelard.
- Gare de Ciry-le-Noble.
- Gare de Galuzot.
- Gare de Montceau-les-Mines.
- Gare de Digoin.

#### Transports aériens
- Aéroport de Saint-Yan.
- Aéroport de Vichy-Charmeil.

### Sismicité
Commune située dans une zone 2 de sismicité faible.

## Toponymie
La racine romane « Margila » (marne) et l'ancien français « marle » indiquerait un terrain marneux.

## Histoire
Le village de Marly-sur-Arroux, est ainsi désigné pour le distinguer de Marly-sous-Issy.
Le hameau de Mazoncle est mentionné dans une charte du comte Eccard, en 840. Guillaume en était seigneur en 1366.
Le château de Mazoncle étant l’une des principales places fortes du comté de Charolais, sous les ducs de Bourgogne.
Marliacum, faisait partie du bailliage et de la recette de Charolles,, dans l’ancien diocèse d’Autun et de l’archiprêtré de Perrecy.
Emiland Ducroux (1769-1827) et Catherine Merle (1776-1860) avaient acquis de nombreux biens et étaient devenus de grands propriétaires. En plus du domaine de Martigny, ils possèdent d’autres propriétés notamment à Marly-sur-Arroux... 

## Politique et administration

### Découpage territorial

#### Intercommunalité
Commune membre de la communauté de communes entre Arroux, Loire et Somme.

### Élections municipales et communautaires

#### Liste des maires
| Période                                  | Période       | Identité                  | Étiquette | Qualité                         |
| ---------------------------------------- | ------------- | ------------------------- | --------- | ------------------------------- |
| Les données manquantes sont à compléter. |               |                           |           |                                 |
| avril 1909                               | 1910          | Jean Michel               |           |                                 |
| janvier 1911                             | décembre 1919 | Léonard Hippolyte Leclere |           |                                 |
| décembre 1919                            | mai 1925      | Louis Gaudet              |           |                                 |
| mai 1925                                 | mai 1929      | Jean-Marie Ballot         |           |                                 |
| mai 1929                                 | juin 1933     | Marius Circaud            |           |                                 |
| juin 1933                                | février 1940  | Louis Frisot              |           |                                 |
| mars 1940                                | mai 1953      | Léonard Maringue          |           |                                 |
| mai 1953                                 | mars 1983     | Henri Frisot              |           | Fils de Louis Frisot.           |
| mars 1983                                | mars 2014     | Michel Maringue           |           | Petit-fils de Léonard Maringue. |
| mars 2014                                | mai 2020      | Daniel Rochette           |           |                                 |
| mai 2020                                 | En cours      | Christophe Bailly         |           |                                 |

### Budget et fiscalité 2021
En 2021, le budget de la commune était constitué ainsi :
- total des produits de fonctionnement : 222 000 €, soit 675 € par habitant ;
- total des charges de fonctionnement : 286 000 €, soit 869 € par habitant ;
- total des ressources d'investissement : 68 000 €, soit 206 € par habitant ;
- total des emplois d'investissement : 50 000 €, soit 151 € par habitant ;
- endettement : 1 000 €, soit 2 € par habitant.

Avec les taux de fiscalité suivants :
- taxe d'habitation : 12,60 % ;
- taxe foncière sur les propriétés bâties : 25,28 % ;
- taxe foncière sur les propriétés non bâties : 18,94 % ;
- taxe additionnelle à la taxe foncière sur les propriétés non bâties : 0,00 % ;
- cotisation foncière des entreprises : 0,00 %.

Chiffres clés Revenus et pauvreté des ménages en 2020 : médiane en 2020 du revenu disponible, par unité de consommation : 23 020 €.

## Équipements et services publics

### Enseignement
Établissements d'enseignements :
- Écoles maternelles et primaires à Chassy, Gueugnon, Vendenesse-sur-Arroux, Oudry.
- Collèges à Gueugnon, Génelard, Sanvignes-les-Mines, Saint-Vallier, Montceau-les-Mines.
- Lycées à Paray-le-Monial, Digoin, Montceau-les-Mines.

### Santé
Professionnels et établissements de santé :
- Médecins à Perrecy-les-Forges, Gueugnon, Toulon-sur-Arroux, Palinges, Ciry-le-Noble.
- Pharmacies à Perrecy-les-Forges, Gueugnon, Toulon-sur-Arroux, Palinges, Ciry-le-Noble.
- Hôpitaux à Gueugnon, Toulon-sur-Arroux, Sanvignes-les-Mines.

## Population et société

### Démographie

#### Pyramide des âges
L'évolution du nombre d'habitants est connue à travers les recensements de la population effectués dans la commune depuis 1793. Pour les communes de moins de 10 000 habitants, une enquête de recensement portant sur toute la population est réalisée tous les cinq ans, les populations de référence des années intermédiaires étant quant à elles estimées par interpolation ou extrapolation. Pour la commune, le premier recensement exhaustif entrant dans le cadre du nouveau dispositif a été réalisé en 2004.

En 2022, la commune comptait 297 habitants, en évolution de −10,27 % par rapport à 2016 (Saône-et-Loire : −1,06 %, France hors Mayotte : +2,11 %).
| 1793 | 1800 | 1806 | 1821 | 1831 | 1836 | 1841 | 1846 | 1851 |
| ---- | ---- | ---- | ---- | ---- | ---- | ---- | ---- | ---- |
| 609  | 612  | 643  | 706  | 732  | 680  | 695  | 669  | 667  |

| 1856 | 1861 | 1866 | 1872 | 1876 | 1881 | 1886 | 1891 | 1896 |
| ---- | ---- | ---- | ---- | ---- | ---- | ---- | ---- | ---- |
| 647  | 608  | 602  | 601  | 607  | 576  | 627  | 591  | 563  |

| 1901 | 1906 | 1911 | 1921 | 1926 | 1931 | 1936 | 1946 | 1954 |
| ---- | ---- | ---- | ---- | ---- | ---- | ---- | ---- | ---- |
| 576  | 535  | 485  | 410  | 404  | 385  | 387  | 384  | 362  |

| 1962 | 1968 | 1975 | 1982 | 1990 | 1999 | 2004 | 2006 | 2009 |
| ---- | ---- | ---- | ---- | ---- | ---- | ---- | ---- | ---- |
| 366  | 380  | 340  | 369  | 380  | 361  | 359  | 361  | 330  |

| 2014 | 2019 | 2022 | - | - | - | - | - | - |
| ---- | ---- | ---- | - | - | - | - | - | - |
| 337  | 307  | 297  | - | - | - | - | - | - |

### Cultes
- Culte catholique, Paroisse Sainte Thérèse de l’enfant Jésus[34], Diocèse d'Autun, Chalon et Mâcon.

## Économie

### Entreprises et commerces

#### Agriculture
- Culture de céréales, de légumineuses et de graines oléagineuses.
- Sylviculture et autres activités forestières.
- Culture et élevage associés[35].
- Élevage d'autres bovins et de buffles.

#### Tourisme
- La petite auberge[36].
- Hébergements et restauration à Gueugon.
- Maison d'hôtes à Uxeau.

#### Commerces
- Commerces et services de proximité à Chassy, Gueugnon, Saint-Vallier, Vendenesse-sur-Arrons.

## Culture locale et patrimoine

### Lieux et monuments
- Le château de Mazoncle, reconstruit au XVIe siècle, en 1559[37],[38].
- L'ancienne église Saint-Symphorien[39], entourée du cimetière paroissial, datée du XIIe siècle[40]. Lors de travaux de restauration effectués en 2006, des peintures murales datées des XVe – XVIe siècles y ont été découvertes. Elles ont été restaurées et mises en valeur depuis, et une association spécifique avait été créée[41].

Autel et retable à colonnes torses inscrits au titre objet par arrêté du 03 février 1994.
Cimetière communal.
- Diverses croix érigées sur le territoire de la commune :

croix du hameau de Charnay,
croix de Montchatel,
croix de Mazoncle,
croix Blanche (sur la D 60), etc..
- Monument aux morts[45] : Conflits commémorés : Guerres 1914-1918[46] - 1939-1945 - Indochine (1946-1954) - AFN-Algérie (1954-1962).

## Pour approfondir